# Google Play
Google Play (ранее Android Market) — магазин приложений, а также игр и книг от компании Google, позволяющий сторонним компаниям предлагать владельцам устройств с операционной системой Android устанавливать и приобретать различные приложения.
Учётная запись разработчика, которая даёт возможность публиковать приложения, стоит 25 долларов. Платные приложения могут публиковать разработчики не из всех стран.
Google Play стал результатом ребрендинга портала Android Market 6 марта 2012 года. В мае 2014 года появилась возможность оплаты с помощью PayPal. В конце июля 2017 года в Play Market появился встроенный антивирус — Google Play Protect.

## Разработка программного обеспечения
Приложения для Android являются программами в нестандартном байт-коде для виртуальной машины Dalvik.
Разработку приложений для Android можно вести на языке Java (Java 1.6/1.7). Основной средой разработки сейчас является Android Studio, также существует плагин для Eclipse — Android Development Tools (ADT, поддержка которого была прекращена сразу после появления первой стабильной версии Android Studio в декабре 2014 года) предназначенный для Eclipse версий 3.3—3.5. Для IntelliJ IDEA также существует плагин, облегчающий разработку Android-приложений.
Доступные библиотеки:
- Bionic — библиотека стандартных функций, несовместимая с libc.
- SSL — шифрование.
- Media Framework (PacketVideo OpenCORE, MPEG4, H.264, MP3, AAC, AMR, JPG, PNG).
- Surface Manager.
- LibWebCore (на базе WebKit).
- SGL — 2D-графика.
- OpenGL ES — 3D-библиотека.
- FreeType — шрифты.
- SQLite — легковесная СУБД.

По сравнению с обычными приложениями Linux, приложения Android подчиняются дополнительным правилам:
- Content Providers — обмен данными между приложениями.
- Resource Manager — доступ к таким ресурсам, как файлы XML, PNG, JPEG.
- Notification Manager — доступ к строке состояния.
- Activity Manager — управление активными приложениями.

## История
22 октября 2008 года Google объявила об открытии онлайн-магазина приложений для ОС Android — Android Market. Разработчики приложений для Android Market получают 70 % прибыли, оставшиеся 30 % идут на оплату и обслуживание биллинга, а также на налоги, при этом сама Google не получает никакой прибыли от продажи приложений.

В середине февраля 2009 года для разработчиков из США и Великобритании появилась возможность брать оплату за свои приложения в Android Market.

Логотип, использовавшийся с 2012 по 2016 год

В марте 2016 года стало известно, что в разделе Google Play с играми будет доступна функция практического ознакомления с игрой. Любой из пользователей сможет запустить приложение и поиграть в течение 10 минут через браузер. Скачивать и устанавливать пробную версию не придётся.
В апреле 2016 года Google Play начал показывать информацию о рекламе в приложении.
До 2017 года Google Play был недоступен пользователям, находящимся в Крыму.
В июле 2018 года Google запретила размещать приложения для майнинга криптовалюты в Google Play. При этом приложения, позволяющие управлять криптокошельками, были разрешены.

## Приложения
В Google Play можно найти множество платных и бесплатных приложений. На сентябрь 2017 года в Google Play содержится более 3 миллионов приложений для Android. Пользователи из более 145 стран могут покупать приложения, имеющие до 122 локализованных версий, хотя Google делает примечание на странице справки: «Даже если страна указана в списке выше, платный контент может быть недоступен в некоторых её регионах». Разработчики более 150 стран могут распространять приложения на Google Play, но не каждая из них поддерживает регистрацию продавца. Количество скачиваний приложений достигло 82 миллиардов. Но одновременно пользователи жалуются, что в магазине часто содержатся программы низкого качества (около 13 %), а также встречается вредоносное ПО.
15 мая 2013 года на конференции Google I/O было объявлено, что на данный момент во всём мире активировано более 900 млн Android-устройств. Из Google Play загружено более 48 млрд приложений, 2,8 млрд из которых загружено за последний месяц[какой?].
В Google Play имеется 34 категории (включая Игры):
Приложения

| - Бизнес - Виджеты - Живые обои - Здоровье и спорт - Инструменты - Книги и справочники - Комиксы - Медицина - Музыка и аудио - Мультимедиа и видео - Новости и журналы | - Образование - Персонализация - Погода - Покупки - Путешествия - Работа - Развлечения - Разное - Связь - Социальные - Спорт | - Стиль жизни - Транспорт - Финансы - Фотография |

Игры
- Азартные игры
- Аркады и экшен
- Виджеты
- Головоломки
- Гонки
- Другое
- Живые обои
- Спортивные игры

На данный момент в Google Play распространять приложения бесплатно могут граждане следующих государств:

| - Австралия - Австрия - Азербайджан - Албания - Алжир - Ангола - Антигуа и Барбуда - Аргентина - Армения - Аруба - Багамские острова - Бахрейн - Бангладеш - Беларусь - Бельгия - Белиз - Бенин - Болгария - Боливия - Босния и Герцеговина - Ботсвана - Бразилия - Буркина-Фасо - Великобритания - Венесуэла - Венгрия - Вьетнам - Габон - Гана - Гаити - Гватемала - Гвинея-Бисау - Германия - Гибралтар - Гондурас - Гонконг - Греция - Гренландия - Грузия - Гуам - Дания - Доминиканская Республика - Египет - Замбия - Зимбабве - Израиль - Индия | - Индонезия - Иордания - Иран - Ирландия - Исландия - Испания - Италия - Йемен - Кабо-Верде - Казахстан - Камбоджа - Камерун - Канада - Катар - Кения - Кипр - Колумбия - Коста-Рика - Кот Д'Ивуар - Кувейт - Кыргызстан - Лаос - Латвия - Ливан - Литва - Люксембург - Маврикий - Македония - Малайзия - Мали - Мальта - Марокко - Мексика - Мозамбик - Молдова - Мьянма - Намибия - Непал - Нигер - Нигерия - Нидерланды - Нидерландские Антильские острова - Никарагуа - Новая Зеландия - Норвегия - Объединённые Арабские Эмираты - Оман | - Пакистан - Панама - Папуа – Новая Гвинея - Парагвай - Перу - Польша - Португалия - Россия - Руанда - Румыния - Сальвадор - Саудовская Аравия - Сенегал - Сербия - Сингапур - Словакия - Словения - США - Таджикистан - Таиланд - Тайвань - Танзания - Того - Тринидад и Тобаго - Тунис - Турция - Туркменистан - Уганда - Узбекистан - Украина - Уругвай - Фиджи - Филиппины - Финляндия - Франция - Хорватия - Чехия - Чили - Швейцария - Швеция - Шри-Ланка - Эквадор - Эстония - ЮАР - Южная Корея - Ямайка - Япония |

Разработчики следующих государств могут размещать приложения на Google Play и получать за покупки приложений пользователями средства:

| - Австрия - Аргентина - Австралия - Бельгия - Бразилия - Великобритания - Дания - Канада - Германия - Гонконг | - Израиль - Ирландия - Испания - Италия - Мексика - Нидерланды - Новая Зеландия - Норвегия - Польша - Португалия - Россия | - Сингапур - США - Тайвань - Украина - Финляндия - Франция - Чехия - Швеция - Швейцария - Южная Корея - Япония |

Пользователи из следующих 130 государств могут покупать платные приложения на Google Play:

| - Албания - Алжир - Ангола - Антигуа и Барбуда - Аргентина - Армения - Аруба - Австралия - Австрия - Азербайджан - Багамские Острова - Бахрейн - Бангладеш - Бельгия - Белиз - Бенин - Боливия - Босния и Герцеговина - Ботсвана - Бразилия - Болгария - Буркина-Фасо - Камбоджа - Камерун - Канада - Кабо-Верде - Чили - Колумбия - Коста-Рика - Кот-д'Ивуар - Хорватия - Кипр - Чехия - Дания - Доминиканская Республика - Эквадор - Сальвадор - Эстония - Фиджи - Финляндия - Франция - Габон - Германия - Гана - Греция - Гватемала - Гвинея-Бисау - Гаити - Гондурас | - Гонконг - Венгрия - Исландия - Индия - Индонезия - Ирландия - Израиль - Италия - Ямайка - Япония - Иордания - Казахстан - Кения - Кувейт - Кыргызстан - Лаос - Латвия - Ливан - Литва - Люксембург - Македония - Малайзия - Мали - Мальта - Маврикий - Мексика - Молдова - Марокко - Мозамбик - Намибия - Непал - Нидерланды - Нидерландские Антильские острова - Новая Зеландия - Никарагуа - Нигер - Нигерия - Норвегия - Оман - Пакистан - Панама - Папуа – Новая Гвинея - Парагвай - Перу - Филиппины - Польша - Португалия - Катар - Румыния | - Руанда - Сенегал - Сингапур - Словакия - Словения - ЮАР - Южная Корея - Испания - Шри-Ланка - Швеция - Швейцария - Таджикистан - Танзания - Таиланд - Того - Тринидад и Тобаго - Тунис - Турция - Туркменистан - Уганда - Украина - Великобритания - США - Уругвай - Узбекистан - Венесуэла - Вьетнам - Йемен - Замбия - Зимбабве |

Google Play недоступен пользователям в КНР и КНДР.
С 10 марта 2022 года Google Play временно ограничила работу сервиса в России, а с мая 2022 года в Беларуси. Пользователям недоступна покупка приложений и контента в них, а также покупка и аренда фильмов и книг.

## Кино и телевизионное шоу
Раздел Google Movies and TV предлагает тысячи фильмов и записей телевизионных шоу, некоторые в HD, включая комедии, драмы, боевики, и документальные ленты. Фильм или эпизод сериала можно арендовать и смотреть на сайте Google Play или в приложении на смартфоне. Или можно купить фильм и смотреть онлайн, используя приложение.
Раздел «Фильмы» доступен в таких странах как Австралия, Азербайджан, Албания, Ангола, Антигуа и Барбуда, Аргентина, Армения, Аруба, Белиз, Беларусь, Бельгия, Бенин, Боливия, Ботсвана, Бразилия, Буркина-Фасо, Великобритания, Венесуэла, Габон, Гаити, Гватемала, Германия, Гондурас, Гонконг, Греция, Дания, Доминиканская Республика, Замбия, Зимбабве, Индия, Ирландия, Испания, Италия, Кабо-Верде, Казахстан, Камбоджа, Канада, Кыргызстан, Колумбия, Коста-Рика, Кот-д’Ивуар, Лаос, Латвия, Литва, Люксембург, Маврикий, Мали, Мексика, Молдова, Намибия, Непал, Нигер, Нидерланды, Никарагуа, Новая Зеландия, Норвегия, Панама, Папуа — Новая Гвинея, Парагвай, Перу, Польша, Португалия, Россия, Руанда, Сальвадор, Сенегал, Словакия, США, Таджикистан, Таиланд, Танзания, Того, Тринидад и Тобаго, Туркменистан, Уганда, Узбекистан, Украина, Уругвай, Фиджи, Филиппины, Финляндия, Франция, Хорватия, Чехия, Чили, Швейцария, Швеция, Шри-Ланка, Эквадор, Эстония, Южная Корея, Ямайка, Япония. Однако аренда фильма доступна не во всех странах.
Раздел с ТВ-программами доступен в Австралии, Великобритании, Канаде, США и Японии.
11 декабря 2012 года в России открылся раздел с фильмами. В Google Play можно купить (не во всех случаях), а также взять фильм напрокат. В магазине представлены киноленты разных стран, однако пользователи отмечают небольшой каталог фильмов. Впрочем, российское представительство Google Россия заявило, что со временем коллекция фильмов будет пополняться. Партнёрами магазина стали мировые киностудии (NBC Universal, Paramount Pictures, Sony Pictures, 20th Century Studios), а также российские киностудии и дистрибьюторы (X-Media Digital и Централ Партнершип). Кроме того, раздел фильмы доступен не для всех устройств. Смотреть купленные (арендованные) фильмы можно онлайн, скачав приложение «Google Play Фильмы».

## Музыка
Облачный медиаплеер, который являлся частью Google Play (на тот момент: Android Market), где пользователи могли скачивать музыку, был представлен на конференции Google I/O 2010.
Сервис поддерживает потоковую музыку в компьютерных браузерах, Android-смартфонах и планшетах, и на многих устройствах, где используется платформа Adobe Flash. Сначала сервис был доступен через приглашения, но в ноябре 2011 года открыли доступ всем пользователям из США.
В разделе «Музыка» были доступны тысячи бесплатных и миллионы платных песен с возможностью загрузить до 50 000 песен из своей коллекции.
Раздел «Музыка» был доступен в таких странах как Австралия, Австрия, Бельгия, Боливия, Великобритания, Венгрия, Венесуэла, Гватемала, Германия, Гондурас, Греция, Дания, Доминиканская Республика, Ирландия, Испания, Италия, Канада, Колумбия, Коста-Рика, Лихтенштейн, Люксембург, Мексика, Нидерланды, Никарагуа, Новая Зеландия, Норвегия, Панама, Парагвай, Перу, Польша, Португалия, Россия, Сальвадор, Словакия, США, Украина, Финляндия, Франция, Чехия, Чили, Швейцария, Швеция, Эквадор.
11 декабря 2012 года Ричард Тернер (директор по партнёрским программам Android в Европе, Африке и на Ближнем Востоке) заявил в Москве на Google Mobile Day, что в России откроется музыкальный раздел Google Play Store. Правда, он не уточнил, когда, но сказал, что это может произойти в апреле или июне 2013 года.
1 октября 2013 года раздел «Музыка» стал доступен в России.
В декабре 2020 года был заменён на YouTube Music.

### All Music Access
15 мая 2013 года компания Google на мероприятии I/O запустила сервис потокового воспроизведения музыки All Music Access. Он основан на принципе радио, где пользователю предлагаются несколько радиостанций (а также собственные), где проигрываются песни из библиотеки Google Play Music и собственной, которая хранится в Google Music. Сервис учитывает вкусы пользователя и вставляет в поток рекомендуемые (в том числе новые) треки, однако, если пользователю не понравилась песня, то он может убрать её из ротации. Далее можно добавлять песни в плейлист и в свою библиотеку, а также сохранять в памяти устройства. Позже стало известно о возможности переноса библиотеки треков из iTunes в Google Music.
Сервис «All Music Access» является платным (9,99 $ в США, 9,99 £ в Великобритании, 189 рублей в России) и работает в тех странах, где присутствует раздел с музыкой.

## Книги
В разделе «Книги» находятся миллионы электронных книг. Около 3 миллионов книг являются бесплатными и несколько тысяч являются платными. Книги можно читать онлайн на сайте Google Play, или оффлайн через приложение Google Play Книги.
Раздел «Книги» доступен в следующих странах: Австралия, Австрия, Аргентина, Бельгия, Боливия, Бразилия, Великобритания, Венгрия, Венесуэла, Вьетнам, Гватемала, Германия, Гондурас, Гонконг, Греция, Дания, Доминиканская Республика, Индия, Индонезия, Ирландия, Испания, Италия, Казахстан, Канада, Колумбия, Коста-Рика, Люксембург, Малайзия, Мексика, Нидерланды, Никарагуа, Новая Зеландия, Норвегия, Панама, Парагвай, Перу, Польша, Португалия, Россия, Румыния, Сальвадор, Сингапур, США, Таиланд, Тайвань, Турция, Украина, Уругвай, Филиппины, Финляндия, Франция, Чехия, Чили, Швейцария, Швеция, Эквадор, ЮАР, Южная Корея, Япония.
11 декабря 2012 года в России открылся раздел с книгами. В магазине присутствуют книги российских, советских, а также зарубежных писателей. Однако каталог книг на русском языке ограничен, но со временем пополняется. Все произведения разнесены по семи категориям: бизнес-книги, детские книги, документалистика, компьютеры, научно-техническая литература, учебная литература и художественная литература. Имеются платные и бесплатные книги. Также, по данным сервиса Хабр, бесплатную книгу можно скачать, если аккаунт привязан к сервису Google Pay.

## Пресса
В 2011 году появился раздел «Журналы». Там находятся электронные версии популярных журналов, например, Игромания, Glamour, Men's Health, Vanity Fair, Family Circle, Vogue и др. Большинство являются платными, но также есть бесплатные. Оплата производится через сайт или приложение «Google Play Маркет». Для чтения необходимо скачать приложение «Google Play Журналы». Покупки синхронизируются с «облаком», поэтому необходимо активное интернет-соединение для обновления подписки. Приложение автоматически информирует об обновлении подписки, что позволяет сразу узнать о новых журналах. Читать можно онлайн, а также офлайн. Журналы доступны на сайте Google Play и на Android-устройствах при наличии приложения.
В декабре 2013 года, Google провела крупное обновление приложения Play Журналы, добавив туда поддержку ленту новостей со статьями газет и других СМИ. Таким образом, компания объединила 2 сервиса Play Журналы и Google Медиа в одно. В связи с этим она переименовала приложение в Google Play Пресса (Google Play Newsstand).
Пресса доступна только в США, Великобритании, Австралии, Канаде, Германии, Нидерландах, Италии, Испании, Франции, Индии, Украине и России.
В мае 2018 года Google выпустила крупное обновление приложения, в котором переименовала приложение, переработала дизайн и добавила различные нововведения.

## Устройства
Google начал продавать устройства летом 2012 года. Тогда они начали продажи планшета Nexus 7 (8 Gb и 16 Gb) по цене $199 и $249, соответственно. Это стало импульсом к дальнейшему развитию онлайн-магазина. Позже также поступил в продажу плеер Nexus Q по цене $299.
13 ноября стартовали продажи смартфона Nexus 4 ($300), Nexus 7 with 3G, и Nexus 10. Эти устройства пользовались огромным спросом. Так, Nexus 4 и Nexus 10 по 2 недели отсутствовали в магазине. В дальнейшем в Google Play Devices начались продажи аксессуаров для устройств семейства Nexus (док-порты, зарядные устройства, чехлы и т. д.). Издание 9to5Google, ссылаясь на «очень надежные источники», написала, что Google собирается открыть фирменные магазины (Google Store) в США до конца 2013 года.
Раздел «Устройства» доступен в следующих странах:

| - Австралия - Австрия - Бельгия - Канада - Дания - Финляндия - Франция - Германия - Гонконг - Ирландия - Италия - Индия | - Япония - Нидерланды - Новая Зеландия - Норвегия - Португалия - Южная Корея - Испания - Швеция - Швейцария - Тайвань - Великобритания - Соединённые Штаты |

По словам генерального директора Google Россия, компания сейчас старается найти возможность открыть раздел с устройствами в российском Google Play.
В блоге для разработчиков Google объявила о том, что с 21 октября в магазине приложений Play грядут большие перемены: приложения, оптимизированные под планшеты, получат обособленный раздел.

### Google Store
11 марта 2015 года произошли изменения в структуре магазина в некоторых странах. От Google Play отделился раздел с устройствами и переформатровался в самостоятельный магазин гаджетов под названием «Google Store». Ассортимент ретейлера зависит от страны, в которой он работает. Так в большинстве стран продаются устройства из серии «Nexus»: Nexus 6, Nexus 9, Nexus Player; из категории «Chrome» продаются Chromecast, также продаются некоторые ноутбуки на Chrome OS, однако они представлены лишь в США, Канаде и Великобритании; в магазине продаются часы на Android Wear и ассортимент также зависит от страны; ретейлер также предлагает устройства из серии Nest, продаются они в основных странах Европы и Северной Америки.

## Игры
Сервис «Google Play Игры» был представлен публике на конференции I/O 2013 как игровой сервис для Android. По своим функциям он схож с Game Center компании Apple: таблица результатов, достижений (в том числе друзей), мультиплеер в реальном времени, облачные сохранения. Уже сейчас[когда?]

 он стал популярным, им пользуются миллионы людей. Разработчики игр уже начинают интеграцию сервиса в свои продукты, а некоторые уже работали с Play Games после презентации сервиса (например, World of Goo и Super Stickman Golf 2).
Однако само приложение Play Игры появилось месяц спустя (24 июля), в то же время, когда представляли новый планшет Nexus 7 второго поколения, Android 4.3 и Chromecast.

## Оплата контента

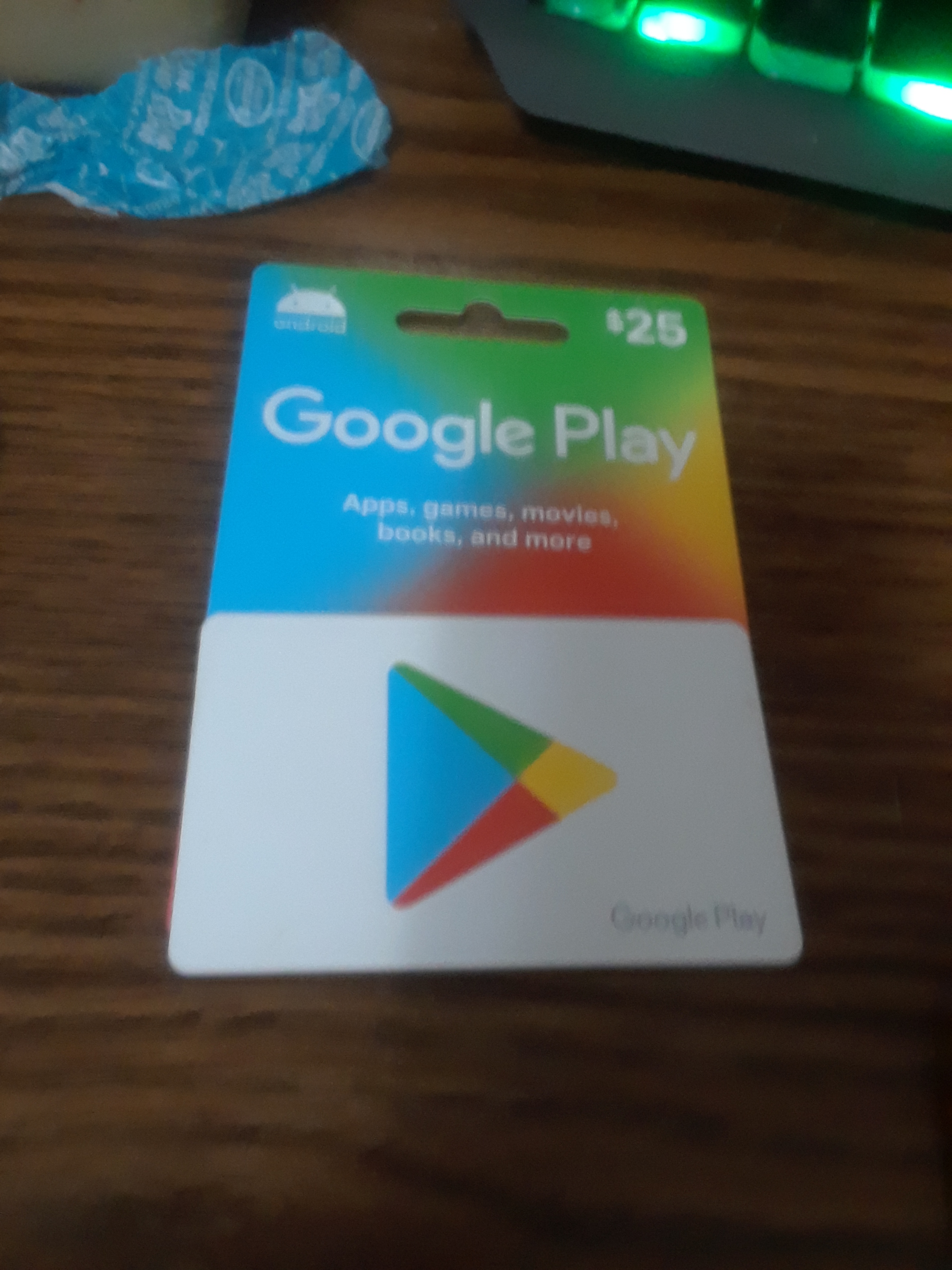
Подарочная карта Google Play

Для оплаты скачиваемого контента предусматриваются следующие способы оплаты:
- кредитные или дебетовые карты (American Express, MasterCard, Visa и некоторые другие);
- Google Кошелёк (США и Великобритания);
- прямой биллинг оператора связи;
- подарочные карты и промокоды;
- через систему PayPal.

Конкретный набор способов оплаты зависит от страны и региона.

## Утверждение заявки
Google накладывает некоторые ограничения на типы приложений, которые могут быть опубликованы, в частности, не разрешает контент откровенно сексуального характера, угрозу для детей, насилие, издевательства и домогательства, язык вражды, азартные игры, незаконные действия и требует мер предосторожности в отношении контента, создаваемого пользователями.
В марте 2015 года Google сообщил, что за последние несколько месяцев он начал использовать комбинацию автоматизированных инструментов и рецензентов для проверки приложений на наличие вредоносных программ и нарушений условий обслуживания до их публикации в Play Store. В то же время компания приступила к развёртыванию новой возрастной системы рейтингов для приложений и игр, основанной на официальных рейтингах данного региона (например, ESRB в США).
В октябре 2016 года Google анонсировал новую систему обнаружения и фильтрации, призванную обеспечить «дополнительные улучшения для защиты целостности магазина». Новая система предназначена для выявления и фильтрации случаев, когда разработчики пытались «манипулировать размещением своих приложений с помощью незаконных средств, таких как мошеннические установки, фальшивые обзоры и поощрительные рейтинги».
В апреле 2019 года Google объявил об изменениях в процессе проверки приложений в магазине, заявив, что на рассмотрение приложений, представленных новыми и менее известными разработчиками, потребуется несколько дней. Позже компания пояснила, что в исключительных случаях некоторые приложения могут подвергаться расширенному процессу проверки, задерживая публикацию на 7 дней или дольше.

### Баны (блокировки) приложений
Некоторые операторы мобильной связи могут запрещать пользователям устанавливать определённые приложения. В марте 2009 года появились сообщения о том, что несколько приложений для модема были запрещены в магазине. Однако позже приложения были восстановлены с новым запретом, запрещающим скачивать приложения только подписчикам T-Mobile. Google опубликовал заявление:
«В понедельник несколько приложений, поддерживающих модем, были удалены из каталога Android Market, поскольку они нарушали условия обслуживания T-Mobile в США. В соответствии с Соглашением о распространении ПО для разработчиков Android (раздел 7.2) мы удаляем из каталога Android Market приложения, которые нарушают условия обслуживания оператора связи или производителя. Мы непреднамеренно отменили публикацию приложений для всех операторов связи, и сегодня мы исправили проблему, и теперь все пользователи Android Market за пределами сети T-Mobile в США будут иметь доступ к приложениям. Мы уведомили затронутых разработчиков».
В апреле 2011 года Google удалил приложение Grooveshark из магазина из-за неуказанного нарушения политики. CNET отметила, что удаление произошло «после того, как некоторые ведущие музыкальные лейблы обвинили службу в нарушении закона об авторском праве». Примерно две недели спустя TechCrunch написал, что Grooveshark вернулся на Android, «хотя и не через официальный магазин приложений», а скорее «играя на способности Android устанавливать сторонние приложения через браузер, Grooveshark взял на себя ответственность за распространение приложения».
В мае 2011 года Google забанил аккаунт разработчика нескольких эмуляторов видеоигр. Ни Google, ни разработчик публично не раскрыли причину запрета.
В марте 2013 года Google начал извлекать приложения для блокировки рекламы из Play Store в соответствии с разделом 4.4 соглашения разработчиков, запрещающим приложения, которые мешают работе серверов и служб.
Приложения, которые не подпадают под действие политик управления питанием, представленных в Android 6 Marshmallow, не подвергаясь «неблагоприятному воздействию», запрещены.
В июле 2018 года Google запретил дополнительные категории приложений, в том числе те, которые выполняют майнинг криптовалюты на устройстве; приложения, которые «облегчают продажу взрывчатых веществ, огнестрельного оружия, боеприпасов или некоторых принадлежностей к огнестрельному оружию»; используются только для показа рекламы; содержат контент для взрослых, но нацелены на детей; «несколько приложений с очень похожим контентом и пользовательским интерфейсом» и «приложения, созданные с помощью автоматизированного инструмента, службы мастера или на основе шаблонов и отправленные в Google Play оператором этой службы от имени других лиц».

## Критика
В марте 2011 года Android Market оказался в центре громкого скандала после обнаружения в каталоге магазина вредоносных приложений, которые были удалены из магазина и устройств пользователей компанией Google Inc. Компания заявила, что вступит в контакт с партнёрами для решения о выпуске срочного обновления, закрывающего уязвимости, а также гарантировала то, что приняла ряд мер, препятствующих появлению подобного вредоносного ПО в каталоге приложений.
В ответ на обвинения специалистов в области информационной безопасности компания Google ответила введением специального компонента Bouncer, проводящего тестирование приложений на наличие вредоносного кода в облаке компании. Тем не менее, спустя несколько месяцев уязвимости механизма Bouncer были выявлены исследователями Чарли Миллером и Мишель Левин, которые продемонстрировали на конференции Black Hat способ укрыть вредоносное ПО от Bouncer.
В июле 2015 года из магазина было удалено официальное приложение «ВКонтакте». Удалены также сторонние сервисы, позволяющие прослушивать музыку. Однако позже приложение «ВКонтакте» было возвращено в Google Play.
Магазин приложений критикуется также за большое количество приложений, недостаточно хорошо протестированных разработчиками, имеющих проблемы со стабильностью и потреблением энергии. По данным на 2017 год, примерно половина приложений имела оценку 1 из 5.
26 июня 2020 года компания Avast сообщила, что 47 игр в Google Play являются троянами HiddenAds, которые могут скрывать свои значки на устройстве и навязчиво показывать пользователю рекламу, даже если он удалит игру.

## Безопасность приложений
В феврале 2012 года Google представила новую автоматизированную антивирусную систему под названием Google Bouncer, которая проверяет как новые, так и существующие приложения на наличие вредоносных программ (например, шпионского ПО или троянских программ). В 2017 году функция Bouncer и другие меры безопасности на платформе Android были переименованы под общим названием Google Play Protect — систему, которая регулярно сканирует приложения на наличие угроз.
Приложения Android могут запрашивать или требовать определённые разрешения на устройстве, включая доступ к датчикам тела, календарю, камере, контактам, местоположению, микрофону, телефону, SMS, хранилищу, WI-FI и доступ к учётным записям Google.
В июле 2017 года Google описал новую инициативу по обеспечению безопасности под названием «одноранговая группировка», в которой приложения, выполняющие аналогичные функции, такие как приложения-калькуляторы, группируются вместе и сравниваются атрибуты. Если одно приложение выделяется, например, запрашивает больше разрешений для устройств, чем другие в той же группе, системы Google автоматически помечают это приложение, и инженеры по безопасности более внимательно его проверяют. Группировка одноранговых узлов основана на описаниях приложений, метаданных и статистике, например количестве загрузок.

### Проблемы с безопасностью
В начале марта 2011 года троянский эксплойт руткита DroidDream был выпущен на тогдашний Android Market в виде нескольких бесплатных приложений, которые во многих случаях были пиратскими версиями существующих платных приложений. Этот эксплойт позволил хакерам украсть такую информацию, как номера IMEI и IMSI, модель телефона, идентификатор пользователя и поставщика услуг. Эксплойт также установил бэкдор, который позволял хакерам загружать на зараженное устройство больше кода. Эксплойт затронул только устройства под управлением Android версий ниже 2.3 «Gingerbread». Google удалил приложения из Маркета сразу после получения предупреждения, но по оценке Android Police, приложения уже были загружены более 50 000 раз. Android Police пишет, что единственный способ удалить эксплойт с заражённого устройства — это сбросить его до заводского состояния, хотя были созданы разработанные сообществом решения для блокировки некоторых аспектов эксплойта. Несколько дней спустя Google подтвердил, что 58 вредоносных приложений были загружены на Android Market и были загружены на 260 000 устройств, прежде чем были удалены из магазина. Google отправил затронутым пользователям по электронной почте информацию о том, что «Насколько мы можем определить, единственная полученная информация касалась конкретного устройства (IMEI/IMSI, уникальные коды, которые используются для идентификации мобильных устройств, и версия Android, работающая на вашем устройстве)», как в отличие от личных данных и информации об учётной записи. Он также объявил о новой на тот момент функции «удалённого уничтожения», а также об обновлении системы безопасности, которое позволяет Google начал
удалённо удалять вредоносные приложения с устройств пользователей. Однако несколько дней спустя в Интернете была обнаружена вредоносная версия обновления безопасности, хотя она не содержала конкретного вредоносного ПО DroidDream. Новые приложения, содержащие вредоносное ПО, переименованное в DroidDream Light, появились в июне следующего года и также были удалены из магазина.
На конференции по безопасности Black Hat в 2012 году охранная фирма Trustwave продемонстрировала свою способность загружать приложение, которое обходит систему блокировки Bouncer. Приложение использовало эксплойт JavaScript для кражи контактов, SMS-сообщений и фотографий, а также было способно заставить телефон открывать произвольные веб-страницы или запускать атаки типа «отказ в обслуживании». Николас Перкоко, старший вице-президент группы продвинутой безопасности Trustwave SpiderLabs, заявил, что «мы хотели проверить границы того, на что она способна». Приложение оставалось в Google Play более двух недель, неоднократно сканируя систему Bouncer без обнаружения, при этом Percoco далее заявлял, что «в качестве атаки злоумышленнику всё, что нужно сделать, чтобы попасть в Google Play, — это обойти Bouncer». Trustwave обратилась к Google, чтобы поделиться своими выводами, но отметила, что может потребоваться дополнительное ручное тестирование приложений для обнаружения приложений с использованием методов маскировки вредоносных программ.
Согласно исследованию 2014 года, проведённому компанией RiskIQ, предоставляющей услуги безопасности, количество вредоносных приложений, представленных через Google Play, увеличилось на 388 % в период с 2011 по 2013 год, а количество приложений, удалённых Google, упало с 60 % в 2011 году до 23 % в 2013 году. Исследование также показало, что «Приложения для персонализации телефонов Android возглавляют все категории как наиболее вероятные вредоносные». Согласно PC World, «Google сказал, что ему потребуется дополнительная информация об анализе RiskIQ, чтобы прокомментировать результаты».
В октябре 2016 года Engadget сообщил о публикации в блоге «Хранение паролей в конфиденциальных приложениях» от внештатного Android-хакера Джона Сойера, который решил протестировать лучшие приложения для обеспечения конфиденциальности в Google Play. Тестируя два приложения, одно под названием «Hide Pictures Keep Safe Vault», а другое — «Private Photo Vault», Сойер обнаружил значительные ошибки в работе с паролями в обоих и прокомментировал: «Эти компании продают продукты, которые утверждают, что надежно хранят ваши самые сокровенные данные, но в лучшем случае представляют собой змеиное масло. Вы получите почти такую же защиту, просто изменив расширение файла и переименовав фотографии».
В апреле 2017 года охранная компания Check Point объявила, что вредоносное ПО под названием FalseGuide было спрятано примерно в 40 приложениях-справочниках в Google Play. Вредоносная программа способна получить доступ администратора к заражённым устройствам, где затем она получает дополнительные модули, позволяющие показывать всплывающую рекламу. Вредоносная программа, разновидность ботнета, также способна запускать DDoS-атаки. Получив предупреждение о вредоносном ПО, Google удалил все его экземпляры в магазине, но к тому времени примерно два миллиона пользователей Android уже загрузили приложения, самое старое из которых существует с ноября 2016 года.
В июне 2017 года исследователи из компании по безопасности Sophos объявили о своём обнаружении 47 приложений, использующих стороннюю библиотеку разработки, которая показывает навязчивую рекламу на телефонах пользователей. Даже после принудительного закрытия таких приложений пользователем реклама остаётся. Google удалил некоторые приложения после получения отчётов от Sophos, но некоторые приложения остались. Когда его попросили прокомментировать, Google не ответил. В августе 2017 года 500 приложений были удалены из Google Play после того, как охранная компания Lookout обнаружила, что приложения содержат SDK, позволяющий размещать вредоносную рекламу. Все приложения были загружены более 100 миллионов раз, и они включали широкий спектр вариантов использования, включая здоровье, погоду, редактирование фотографий, Интернет-радио и эмодзи.
За весь 2017 год более 700 000 приложений были заблокированы в Google Play из-за оскорбительного содержания; это на 70 % больше, чем количество приложений, запрещённых в 2016 году.
В марте 2020 года Check Point обнаружила 56 приложений, содержащих вредоносную программу, которая заразила в общей сложности 1 миллион устройств. Программа под названием Tekya была разработана для того, чтобы избежать обнаружения Google Play Protect и VirusTotal, а затем обманным путем нажимать на рекламу. Примерно в то же время Dr.Web обнаружил не менее шести приложений с общим количеством загрузок 700 000, содержащих не менее 18 модификаций программы под названием Android.Circle.1. Помимо мошенничества с кликами, Android.Circle.1 также может работать как рекламное ПО и выполнять фишинговые атаки.
1 июля 2021 года Dr. Web обнаружил в Google Play вредоносные приложения, ворующие логины и пароли пользователей Facebook. Их специалисты обнаружили 9 троянов, которые были доступны в Google Play Store, из них было установлено более 5,8 миллионов экземпляров. Приложения обманом заставляли жертв войти в свои учётные записи Facebook и взламывали учётные данные с помощью кода JavaScript. Позже Google удалил эти приложения.

## Альтернативы
Существуют альтернативные каталоги приложений для Android, например F-Droid, Aurora Store и NashStore.
Платформа Android включает в себя также операционные системы, совместимые с Android, или Оболочки Android. Разработчики таких систем также создают магазины приложений, например Mi GetApps.

## Магазин «Google Play» в России
- В апреле 2022 года приложение Сбербанка удалено, обновления недоступны[116].
- В марте 2023 года «Alphabet» удалила из своего магазина «Google Play» приложения нескольких российских банков[117].